# 藍面鏢鱸
藍面鏢鱸為輻鰭魚綱鱸形目鱸亞目河鱸科的其中一種，分布於美國的淡水流域，體長可達4.8公分，棲息在礫石底質的淺水溪流。